# Diego Maldonado de Mendoza
Diego Maldonado de Mendoza fue un almirante general español. Considerado uno de los marinos más destacados de la Armada española, dirigió la flota de Indias en cuatro ocasiones entre 1575 y 1583, y participó en la Armada Invencible bajo las órdenes de Alonso Pérez de Guzmán y Sotomayor, VII duque de Medina Sidonia.
El Library of Congress conserva un manuscrito inédito, de 10 folios, del duque de  de Medina Sidonia, fechada 1586, en el cual contesta a un memorándum de Maldonado en el cual tratan varios temas, entre los cuales figuran la navegación del estrecho de Magallanes, la mejor época del año para enviar los tesoros de Perú con el fin de evitar ser interceptados por piratas, las fuerzas navales disponibles en el Caribe para defender los intereses de España allí, métodos para enviar artillería y municiones a América y la construcción naval en América.

## Felicísima Armada
Ya que consta que estaba junto con el marqués de Peñafiel a bordo del galeón San Marcos, es probable que pereciera cuando este se hundió el 20 de septiembre de 1588 en la costa de Condado de Clare, bien en el propio naufragio, bien porque todos los supervivivientes fueron ahorcados por el sheriff de Clare.